# خيسوس ماريا لاكروز
خيسوس ماريا لاكروز (بالإسبانية: Mari Lacruz)‏ هو لاعب كرة قدم إسباني في مركز الدفاع، ولد في 25 أبريل 1978 في بنبلونة في إسبانيا. شارك مع منتخب إسبانيا تحت 18 سنة لكرة القدم ومنتخب إسبانيا تحت 20 سنة لكرة القدم ومنتخب إسبانيا تحت 21 سنة لكرة القدم ومنتخب إسبانيا تحت 23 سنة لكرة القدم. أما مع النوادي، فقد لعب مع أتلتيك بيلباو وأوساسونا ب وأوساسونا وإسبانيول وريال يونيون.

## وصلات خارجية
- خيسوس ماريا لاكروز على موقع الاتحاد الدولي (مؤرشف)  (الإنجليزية)
- خيسوس ماريا لاكروز على موقع قاعدة بيانات كرة القدم.إي يو (الإنجليزية)
- خيسوس ماريا لاكروز على موقع Soccerbase.com (لاعب) (الإنجليزية)
- خيسوس ماريا لاكروز على موقع Soccerway.com (الإنجليزية)
- خيسوس ماريا لاكروز على موقع أوليمبيديا (الإنجليزية)
- خيسوس ماريا لاكروز على موقع AS.com (الإسبانية)